# Tuzoia parva
Tuzoia parva ist eine umstrittene fossile Arthropodenart, vermutlich aus der Gattung Tuzoia, oder ein Larven- oder Entwicklungsstadium einer anderen, nicht sicher zuzuordnenden Art. Einziges bekanntes Exemplar ist der Holotypus, den Charles Walcott aus dem kanadischen Burgess-Schiefer beschrieben hat. Es ist bisher ungeklärt, ob es sich um eine Jugendform einer Tuzoia-Art oder um eine zu einer anderen Gruppe von zweischaligen Arthropoden (etwa den Bradoriida) zugehörige Art handelt.

## Merkmale
Der Holotypus liegt seitlich-schräg im Gestein vor. Die Umrisse der rechten Klappe sind anscheinend komplett, die linke scheint unter sich selbst zusammengefaltet zu sein. Die Breite beträgt 4,2 mm und die Höhe 2,7 mm.
Der Panzer scheint durch eine gerade scharnierartige Linie geteilt zu sein, welche nach vorn in einen langen Rücken oder Rostrum ausläuft und den oberen Rand bildet. Die rechte Klappe ist in ihren Umrissen suboval und verjüngt sich zu einem stumpfen vorderen Rand. Der hintere Rand ist etwa 120° zum oberen Rand geneigt, wodurch eine ausgeprägte hintere Einbuchtung des Panzers entsteht. Es lassen sich mindestens fünf langgestreckte ventrale Stacheln erkennen. Der Panzer scheint einen Hinweis auf einen schmalen Rand entlang des ventralen Randes zu besitzen. Der Durchmesser der netzförmigen Zellen auf dem Panzer betragen nur etwa 0,1 mm.
Aus dem Panzer vorragend ist ein kleiner Fortsatz mit zwei schmalen Stacheln erkennbar. Dieser wurde von Walcott als Antennen interpretiert. Briggs sieht darin ein Telson mit Furca, er interpretiert also als Hinterende, was Walcott als Vorderende ansah. Da von Tuzoia, von wenigen Ausnahmen abgesehen, nur der Carapax fossiliert worden ist, ist die Interpretation schwierig.

## Fundort
Die Art wurde im Burgess-Schiefer in den kanadischen Rocky Mountains gefunden. Walcott gab an, zwei Individuen gefunden zu haben, es ist aber nur der Holotyp belegt.

## Systematik
Die Art wurde 1912 von Charles Walcott als Hymenocaris? parva erstbeschrieben. Simonetta und Delle Cave sahen in ihr eine Jugendform von Canadaspis sp. Da die Gattungen Hymenocaris und Canadaspis keine stacheligen Ränder aufzeigen, übertrug Briggs die Art in die Gattung Tuzoia, jedoch mit unsicherer Zuordnung, da es sich seiner Meinung nach um eine Jugendform von Tuzoia handelt. Es ist demnach unwahrscheinlich, dass es sich bei Tuzoia parva tatsächlich um eine eigenständige Art handelt.